# Zasłonak bulwiasty
Zasłonak bulwiasty (Cortinarius bulbosus (Sowerby) Gray) – gatunek grzybów należący do rodziny zasłonakowatych (Cortinariaceae).

## Systematyka i nazewnictwo
Pozycja w klasyfikacji według Index Fungorum: Cortinarius, Cortinariaceae, Agaricales, Agaricomycetidae, Agaricomycetes, Agaricomycotina, Basidiomycota, Fungi.
Po raz pierwszy zdiagnozował go James Sowerby w 1799 r. nadając mu nazwę Agaricus bulbosus. Obecną, uznaną przez Index Fungorum nazwę nadał mu Samuel Frederick Gray w 1821 r.
Synonimy:
- Agaricus bulbosus Sowerby 1799
- Gomphos bulbosus (Sowerby) Kuntze 1891
- Hydrocybe bulbosa (Sowerby) M.M. Moser 1953
- Telamonia bulbosa (Sowerby) Wünsche 1877

Polską nazwę nadał mu Feliks Kwieciński w 1896 r.

## Występowanie i siedlisko
Znane jest występowanie tego gatunku w Ameryce Północnej, Europie, Azji i Afryce. W. Wojewoda w 2003 r. przytacza tylko dwa jego stanowiska w Polsce i to dawne (1896, 1955 r.). W Czerwonej liście roślin i grzybów Polski ma status ex – gatunek wymarły.
Naziemny grzyb mykoryzowy. Występuje w lasach iglastych.